# 王维钧
王维钧（1924年—2017年），男，辽宁北镇人，中国神经外科专家，曾任北京协和医院教授、博士生导师